# Murilo Endres
Murilo Endres (Passo Fundo, 3 de maio de 1981) é um ex-jogador de voleibol brasileiro.  Ele é irmão do ex-jogador de vôlei meio-de-rede Gustavo Endres, campeão de ouro na Jogos Olímpicos de Verão de 2004. Casou-se em 2009 com a também jogadora de vôlei Jaqueline Carvalho.

## Biografia
Gaúcho descendente de alemães da cidade de Passo Fundo no Rio Grande do Sul, é filho de Arnildo Endres e Jane Endres.
Murilo é irmão do ex-jogador de vôlei meio-de-rede Gustavo Endres e de Eduardo Endres. Devido a isso, Murilo tem dois sobrinhos: o iniciante a jogador de vôlei Eric Endres (nascido em 2000) do SESI-SP e Enzo Endres.

## Carreira

### Banespa
Aos 17 anos, Murilo Endres se mudou para São Paulo, seguindo o passo do irmão Gustavo Endres. Depois de realizar vários testes, ele ficou no time do Banespa e trilhou sua carreira na base até ser profissionalizado.
Na última temporada defendeu o Vibo Valentia da Itália. Jogou até 2008 no Pallavolo Cimone Modena, também da Itália, e atualmente disputa a SuperLiga pelo SESI-SP e foi campeão da SuperLiga no dia 24/04/2011.

### Participação no time do SESI/SP
Na temporada de 2016/2017, Murilo foi capitão e atacante-ponta do time do SESI-SP, onde jogou ao lado de Bruno Mossa de Rezende, Sidão, Lucas Saatkamp, Douglas Souza e Sérgio Dutra Santos; onde ficou em 3º lugar (com medalha de bronze) da Superliga Brasileira de Voleibol Masculino de 2016–17 - Série A
Entre 2006 até meados de 2017, jogou na posição de atacante-ponta, onde ficou reconhecido por sua capacidade de recepção, ataques rápidos e bloqueios altos, sendo dito como um dos melhores atacantes brasileiro de vôlei. Em 2017 virou líbero, devido a problemas que a sua posição anterior estava lhe causando, a mudança foi feita após conversas e para evitar lesões, e também como uma forma de conseguir prolongar a sua carreira nas quadras. Em setembro de 2020, após pouco mais de três anos jogando como líbero, foi comunicado oficialmente que Murilo retornaria a jogar na posição de atacante-ponta.
Na temporada de 2017/2018, Murilo seguiu sendo o capitão e atacante-ponta do time do SESI-SP, ganhou o segundo lugar (medalha de prata) do Superliga Brasileira de Voleibol Masculino de 2017–18 - Série A.
Na temporada 2018/2019, fez a sua estreia jogando como líbero pelo time masculino do SESI-SP, ajudou o time a ganhar o segundo lugar (medalha de prata) durante a final da Superliga Brasileira de Voleibol Masculino de 2018-19 - Série A.
Na temporada de 2019/2020, joga com a camisa número oito pelo time masculino do SESI-SP como líbero, onde joga pela primeira vez com o seu sobrinho, Eric Endres. O time competiu pelo título de campeão da Superliga Brasileira de Voleibol Masculino de 2019–20 - Série A, porém a competição foi finalizada sem um campeão definitivo devido à pandemia da Covid-19.
Agora na temporada 2020-21, Murilo segue no SESI-SP, porém foi noticiado que após três temporadas jogando como líbero, foi comunicado ele retornaria a posição de atacante-ponta. Mesmo diante as restrições impostas pela pandemia da Covid-19, o time compete atualmente pela taça de campeão da Superliga Brasileira de Voleibol Masculino de 2020–21 - Série A.
Em 22 de julho de 2023, Murilo informou que deixará sua carreira como jogador de vôlei.

## Seleção Brasileira
Em 2000, conquistou o vice-campeonato sul-americano juvenil. Foi campeão mundial juvenil em 2001. Esteve no grupo que venceu a Liga Mundial em 2004 e 2005. Em 2004, foi um dos últimos cortes da seleção que disputaria os Jogos Olímpicos de Verão de 2004 em Atenas. Também em 2005, conquistou o ouro na Copa dos Campeões.  Campeão da Liga Mundial e do Mundial 2006 e do Mundial de 2010. 
Em 2008, fez parte do time que ganhou a medalha de prata nos Jogos Olímpicos de Verão de 2008, na cidade de Pequim.
No dia 25 de julho de 2010, após o Brasil conseguir o eneacampeonato (9 vezes) da Liga Mundial de Vôlei, Murilo foi indicado como o melhor jogador do campeonato, sendo um jogador decisivo dentro de quadra em vários jogos.
Em 2012, foi vice-campeão dos Jogos Olímpicos de Verão de Londres de 2012. No final do torneio foi eleito MVP.
Em julho de 2016, logo após ter sido cortado oficialmente da equipe dos Jogos Olímpicos de Verão de 2016 no Brasil pelo treinador Bernardinho, devido a uma lesão na panturrilha esquerda, Murilo que se aposentava da seleção.

## Clubes
| Clube                              | País   | De   | Até   |
| ---------------------------------- | ------ | ---- | ----- |
| Banespa/Mastercard                 | Brasil | 1998 | 2003  |
| Wizard Suzano                      | Brasil | 2003 | 2005  |
| Itália Tonno Callipo Vibo Valentia | Brasil | 2005 | 2006  |
| Itália Trenkwalder Modena          | Itália | 2006 | 2009  |
| Sesi-SP                            | Brasil | 2009 | Atual |

## Vida pessoal
Em 1998, Murilo conheceu a também jogadora de vôlei Jaqueline Carvalho, enquanto ela jogava no BCN/Osasco e ele, no Banespa. Ele, com 16 anos, foi assistir a um treino do time feminino e que tinha Jaque na equipe, então com 14 anos, e se encantou. Com ajuda de amigos, pegou o telefone de Jaqueline, que atuava como ponteira da Seleção Brasileira de Voleibol Feminino. Desse dia, até o início do namoro foram três meses.
Em 2009, depois de anos defendendo clubes na Europa, o casal, já na fase de noivado, regressou ao Brasil para oficializar a relação que já durava cerca de dez anos. Em 22 de outubro osdois tiveram o seu casamento no civil, estabelecendo residência e jogando em clubes na cidade de São Paulo.
Em maio de 2011, poucos meses após anunciar para o público que esperava o primeiro filho juntos, Jaqueline sofreu um aborto espontâneo. Em 2013, superado o trauma, Jaqueline novamente engravidou, anunciando apenas no final da gestação. O primeiro filho do casal, Paulo Arthur Carvalho Endres, nasceu em 19 de dezembro.